# 미카엘 팽송
미카엘 팽송(프랑스어: Michael Pinson)은 베르나르 베르베르에 의해 창조된 가상의 인물이다. 영혼의 진화를 다룬 베르베르의 시리즈 《타나토노트》, 《천사들의 제국》, 《신》에서 연달아 주인공으로 등장한다. 전작에 등장했던 작중 인물을 다음 작품에서도 사용하는 베르베르의 특징 덕분에 타나토노트로서, 하나의 수호 천사로서, 그리고 신 후보생으로서의 삶을 이어간다.

## 《타나토노트》
마취 전문 의사 미카엘 팽송은 어느날 갑자기 찾아온 옛 친구 라울 라조르박과 함께 사후 세계를 탐험하는 ‘천국’ 프로젝트에 참가하게 된다. 미카엘과 라울, 외에도 아망딘, 로즈, 프레디, 스테파니아, 빌랭 등 동료들과 함께 사후 세계의 비밀을 속속 밝혀 나가는 미카엘. 그러나 사람들은 사후 세계의 존재를 알고는 마구 자살하고, 모두가 착한 삶을 살아 세상은 뒤죽박죽이 되고 만다. 결국 천국에 있는 천사들은 지상 세계 상황을 바로잡기 위해 모든 사후 세계 연구소를 파괴하고, 미카엘과 동료들이 사는 아파트에 보잉 747 여객기를 떨어뜨려 미카엘과 동료들을 모두 죽인다. 그리고 그들은...

## 《천사들의 제국》
미카엘과 아망딘, 로즈, 빌랭 넷은 죽고 윤회 판정을 받게 된다. 네 명이 다음 윤회를 하러 떠날때 미카엘의 수호천사 에밀 졸라가 선처를 바라('나는 고발합니다'라는 말을 반복하였다)서 윤회를 중지하고 천사로 승격된다.(불행히도 다른 셋은 너무 늦어서 선처를 바라지 못했다) 마침 천사가 된 옛 친구 라울 라조르박과 프레디 메예르를 만나게 된 초보 천사 미카엘은 지도 천사 에드몽 웰즈에게 지도를 받게 되고, 작가가 되고 싶어 하는 프랑스 인, 예뻐지고 싶어 미스 유니버스를 꿈꾸는 미국인 흑인 소녀, 그리고 태아때부터 미움받던 러시아 인. 이 세 인간의 수호천사가 되어 그들의 삶을 함께 살아가게 되는데...

## 《신》
미카엘 팽송이 신 후보생이 되어 144명의 신 후보생들과 함께 Y게임을 펼쳐나가게 된다.
테오노트를 조직하여 <8>의 존재를 찾으러 나선다.
도중에 마릴린 먼로과 프레디 메예르를 잃고 팽송의 돌고래족은 여러번의 수난을 겪는다.
라울 라조르박하고 마찰이 빚어 아프로디테와 아테나에게 쫓겨 헤라와 제우스를 만난다.
결국 그는 라울, 마타 하리, 조르주 멜리에스등 후보생들과 여러 번 결승을 치르지만
승자는 라울이 된다. 팽송은 상어족의 신을 죽였다는 이유로 18호 지구로 유배되고
그곳에 정착되어 가다가 신들의 나라에서 온 에드몽 웰즈의 손에 이끌려
에드몽과 아프로디테, 오이디푸스 그리고 오르페우스와 함께
<9>와 <10>, 그리고 <11>의 존재를 밝혀 나간다.

## 기타
미카엘 팽송은 《개미 혁명》의 쥘리 팽송과 성이 같지만, 미카엘은 입양아라고 하므로, 혈연이나 친척 관계가 아니다.